# Nikolaj G. Basov
Nikolaj Gennadijevitj Basov (russisk: Никола́й Генна́диевич Ба́сов, tr. Nikoláj Gennádijevitj Básov; født 14. december 1922 i Usman, Tambov guvernement (nu Lipetsk oblast), Sovjetunionen, død 1. juli 2001 i Moskva, Den Russiske Føderation) var en sovjetisk fysiker. Han er kendt for sin banebrydende forskning inden for kvanteelektronik, der førte frem til udviklingen af lasere og masere. For dette arbejde modtog han Nobelprisen i fysik i 1964, delt med Charles Hard Townes og Aleksandr M. Prokhorov.
Basov blev født i Usman i den nuværende Lipetsk oblast og afsluttede sin skolegang i Voronesj i 1941. Han blev derpå indkaldt til militærtjeneste og kæmpede i Den Røde Hær under anden verdenskrig med den første ukrainske front.

## Professionel karriere
Han bestod sin eksamen fra Moskvas Fysikingeniør Institut (MEPhl) i 1950. Han blev derpå ansat som underviser samme sted i et professorat, idet han samtidig arbejdede på Lebedev Fysikinstituttet (LFI). Herfra erhvervede han sig i 1953 en ph.d.-grad og i 1956 en doktorgrad. Han var direktør for LFI 1973-1988. Han blev medlem af Ruslands Videnskabsakademi ("korresponderende medlem" 1962-1966 og fuldgyldigt medlem derefter) og medlem af præsidiet for akademiet 1967-1990, derpå formand. Han var leder af laboratoriet for kvanteradiofysik på LFI til sin død.
Forskningen, der indbragte ham nobelprisen i 1964, førte til nye missilforsvarsinitiativer, der forsøgte at udnytte laser- og maser-teknologien.

## Politisk karriere
Basov blev politisk engageret i 1951 og blev medlem af parlamentet i 1974. Efter præsident Ronald Reagans tale om Strategic Defense Initiative i 1983 underskrev Basov sammen med en række andre sovjetiske videnskabsmænd et brev, der fordømte SDI; brevet blev offentliggjort i New York Times. I 1985 erklærede han, at Sovjetunionen var i stand til at matche SDI-forslaget fra USA.